# Phumosia fulvocothurnata
Phumosia fulvocothurnata este o specie de muște din genul Phumosia, familia Calliphoridae. A fost descrisă pentru prima dată de Brauer în anul 1899. Conform Catalogue of Life specia Phumosia fulvocothurnata nu are subspecii cunoscute.